# آن ألفارو
آن ألفارو (بالفرنسية: Anne Alvaro )‏ (و. 1951 – م) هي ممثلة، من فرنسا، ولدت في وهران.

## جوائز وترشيحات
حصلت على جوائز منها:
- جائزة سيزر لأفضل ممثلة مساعدة، عن عمل: The Clink of Ice [الإنجليزية]‏ (2011)
- جائزة سيزر لأفضل ممثلة مساعدة، عن عمل: مذاق الآخرون [الإنجليزية]‏ (2001)
- قائد الفنون والآداب
- وسام جوقة الشرف من رتبة فارس.

ترشحت لـ:
- جائزة سيزر لأفضل ممثلة مساعدة، عن عمل: The Clink of Ice [الإنجليزية]‏ (2011)
- جائزة سيزر لأفضل ممثلة مساعدة، عن عمل: مذاق الآخرون [الإنجليزية]‏ (2001).

## وصلات خارجية
- آن ألفارو على موقع IMDb (الإنجليزية)
- آن ألفارو على موقع ألو سيني (الفرنسية)
- آن ألفارو على موقع ميوزك برينز (الإنجليزية)
- آن ألفارو على موقع أول موفي (الإنجليزية)
- آن ألفارو على موقع قاعدة بيانات الأفلام السويدية (السويدية)
- آن ألفارو على موقع ديسكوغز (الإنجليزية)
- آن ألفارو على موقع قاعدة بيانات الفيلم (الإنجليزية)
- آن ألفارو على موقع كينوبويسك (الروسية)